# ヴェスパー (カクテル)
ヴェスパー (Vesper) あるいはヴェスパー・マティーニ (Vesper Martini) は、ジンをベースとするカクテル。ジンとウォッカ、それにキナ・リレ（Kina Lillet、現名: リレ・ブラン）と氷を入れ、シェイクして作るカクテルの名称。マティーニの一種である。小説『007 カジノ・ロワイヤル』でイアン・フレミングが考案し、2006年に公開された同名の映画でも原作を再現する形で登場した。

## 概要
名称は、小説家イアン・フレミングのジェームズ・ボンド連作小説中、第一作目の『007 カジノ・ロワイヤル』（1953年）に由来し、ジェイムズ・ボンドの恋人役（ボンドガール）として登場するヴェスパー・リンドの名前から付けられた。
一般的なマティーニは、ジンとベルモットに氷を入れてバースプーンでステアし、オリーブの実を添え、場合によってはレモンを飾るが、原作中のヴェスパーは、イギリス産ゴードンズのジンと、ロシア産（またはポーランド産）ウォッカの両方を入れ、ベルモットの代わりにフランス南西部ボルドー産アペリティフワインのキナ・リレを、またオリーブの実の代わりにレモンの皮を入れるのが特徴。
原作でボンドはレシピを細かく指定して注文したあと、フェリックス・ライターが、ジャガイモから作ったウォッカを用いるよりも、穀物のウォッカを使った方がおいしくなり、またロシア産、あるいはポーランド産ウォッカがよいとボンドに提言した。
なお、現在キナ・リレは製造されておらず、通常は代わりにリレ社 (fr:Lillet) の後継銘柄、リレ・ブランや「キナ・ラエロ・ドール」を用いる。日本国内ではサントリーがリレ・ブランを代理販売していたが、2005年に取り扱い中止となった。ただし並行輸入などで小規模ながら流通はあるので2014年現在でも入手は可能である。
小説や映画で人気が出たため、現在ではマティーニの定番の一つとなっているが、ボンドはこれ以外にさまざまなマティーニを注文しているため、ヴェスパーのみが「ボンド・マティーニ」というわけではない。たとえばボンドの有名な台詞（せりふ） "Vodka Martini. Shaken, not stirred". （「ウォッカ・マティーニを。ステアせずにシェィクで」）は、ヴェスパーとは別物を指す。2006年に公開された映画『007 カジノ・ロワイヤル』の人気でリレ・ブランに注文が殺到して品薄となり、入手が困難となっているという話もささやかれている。
作家の東理夫は英米仏とソ連が対立する冷戦時代に、もしかしたらフレミングが「世界平和の願いをこめ」て発案したのかもしれない、と推理している。

## レシピ

### 概要
- ドライ・ジン ＝ 90ml
- ウォッカ ＝ 30ml
- キナ・リレ （リレ・ブラン） ＝ 15ml
- レモンの果皮 （飾り用）

### 詳細
原作『007 カジノ・ロワイヤル』では、ゴードンズのジンを3オンス、ウォッカを一オンス、キナ・リレ半オンスに氷を加え、単に混ぜるだけではなく、氷で冷たくなるまでよくシェイクし、大きめに薄く削いだレモンの皮を入れる。
一般的な作り方は上述したように、キナ・リレの代わりにリレ・ブランを用いてシェイクし、深めのシャンパン・グラスに注ぎ、ラセン状に剥（む）いたレモンの皮を入れる。
リレ・ブランを製造するリレ社は、従業員七名という小さな会社である（2006年12月現在）ため、出荷量に限度があり、入手できない場合はベルモットで代用せざるを得ないが、当然、味わいは異なる。また、キナ・リレを用いたヴェスパーの苦みを再現する試みとして、リレ・ブランを用いてキニーネ粉末を加えるレシピもある。

## 文献
- イアン・フレミング（井上一夫訳）『カジノ・ロワイヤル 秘密情報部〇〇七号』（創元推理文庫）東京創元新社、1963年6月、ISBN 4488138012
- イアン・フレミング（井上一夫訳）『007 / カジノ・ロワイヤル』（新版。創元推理文庫）東京創元社、2006年6月、ISBN 4488138063 [16]